# La hierba errante
La hierba errante (浮草 Ukigusa?) es una película dramática japonesa de 1959 dirigida por Yasujirō Ozu, protagonizada por Nakamura Ganjirō II y Machiko Kyō. Es una adaptación de la película muda en blanco y negro Historia de las hierbas flotantes (1934) del mismo Ozu y es considerada una de las mejores películas jamás realizadas.

## Sinopsis
Durante el verano de 1958 en un pueblo costero del mar interior, una compañía de teatro itinerante llega en barco, encabezada por el actor principal y propietario de la compañía, Komajuro. Mientras el resto de la compañía recorre la ciudad para publicitar su obra, Komajuro visita a su antigua amante, Oyoshi, que dirige un pequeño restaurante en la ciudad. Tienen ambos un hijo adulto, Kiyoshi, que trabaja en la oficina de correos como cartero y está ahorrando para estudiar en la universidad. Sin embargo, no sabe quién es Komajuro, ya que le dijeron que era su tío. Komajuro invita a Kiyoshi a pescar en el mar.
Cuando Sumiko, la actriz principal de la compañía y actual novia de Komajuro, se entera de que Komajuro está visitando a su examante, se pone celosa y visita el restaurante de Oyoshi. Komajuro la ahuyenta rápidamente y la confronta. Él le dice que se aleje de su hijo y decide romper con ella. Sumiko llama a Komajuro un desagradecido y le recuerda las veces que lo ayudó en el pasado.
Un día, Sumiko le ofrece a Kayo, una joven actriz de la misma compañía, algo de dinero y le pide que seduzca a Kiyoshi. Aunque Kayo inicialmente se muestra reacia, acepta después de la insistencia de Sumiko sin que le digan por qué. Sin embargo, después de conocer a Kiyoshi por un tiempo, se enamora de él y decide contarle a Kiyoshi la verdad sobre cómo comenzó su relación. Kiyoshi no se desanima y dice que no le importa, y finalmente Komajuro descubre su relación.
Komajuro se enfrenta a Kayo, quien le cuenta la trampa de Sumiko, pero solo después de afirmar que ahora ama a Kiyoshi y que no lo hace por dinero. Komajuro ataca a Sumiko y le dice que desaparezca de su vista. Ella suplica por la reconciliación pero él está indignado.
Mientras tanto, las actuaciones al estilo kabuki anticuado de la compañía no logran atraer a los residentes de la ciudad; los otros actores buscan sus propias diversiones románticas en los negocios locales, incluido un burdel y una barbería. Finalmente, el gerente de la compañía los abandona y un actor secundario principal se fuga con los fondos restantes. Komajuro no tiene más remedio que disolver la compañía y se reúnen para pasar una noche melancólica juntos. Komajuro luego va al lugar de Oyoshi y le cuenta sobre la ruptura. Oyoshi lo convence de que le cuente a Kiyoshi la verdad sobre su paternidad y luego se quede con ellos en su casa como familia. Komajuro está de acuerdo.
Cuando Kiyoshi regresa con Kayo, Komajuro se enfurece tanto que los golpea a ambos repetidamente, lo que lleva a una pelea entre Kiyoshi y él. Para sofocar la pelea, Oyoshi le revela la verdad sobre Komajuro. Kiyoshi primero responde que lo había sospechado todo el tiempo, pero luego se niega a aceptar a Komajuro como su padre, diciendo que hasta ahora se las ha arreglado bien sin uno y sube las escaleras. Teniendo en cuenta la reacción de Kiyoshi, Komajuro decide irse después de todo. Kayo quiere unirse a Komajuro para ayudarlo a lograr el éxito de la familia, pero un Komajuro escarmentado le pide que se quede para ayudar a hacer de Kiyoshi un buen hombre, como Komajuro siempre esperó. Más tarde, Kiyoshi cambia de opinión y baja las escaleras para buscar a Komajuro, pero su padre ya se ha ido y Oyoshi le dice a Kiyoshi que lo deje ir.
En la estación de tren de la ciudad, Komajuro intenta encender un cigarrillo pero no tiene fósforos. Sumiko, que está sentada cerca, le ofrece fuego. Ella le pregunta a dónde va y le pide que lo acompañe ya que ahora no tiene adónde ir. Se reconcilian y Sumiko decide unirse a Komajuro para comenzar de nuevo con otro impresario en Kuwana.

## Reparto
- Nakamura Ganjirō II como Komajuro, el líder de la compañía;
- Machiko Kyō como Sumiko, la amante de Komajuro;
- Hiroshi Kawaguchi como Kiyoshi, el hijo de Komajuro;
- Haruko Sugimura como Oyoshi, la madre de Kiyoshi;
- Ayako Wakao como Kayo, una actriz joven;
- Hitomi Nozoe como Aiko, la hija del peluquero;
- Chishū Ryū como el propietario del teatro;
- Kōji Mitsui como Kichinosuke, el actor secundario principal;
- Haruo Tanaka como Yatazo, un actor secundario;
- Mantarō Ushio como Sentaro, un actor secundario;
- Mutsuko Sakura como O-Katsu, una prostituta;
- Natsuko Kahara como Yae, una prostituta;
- Tatsuo Hanabu como Rokuzaburo, un miembro veterano de la compañía;
- Tadashi Date como Senshō, un miembro veterano de la compañía;
- Toyoko Takahashi como Aiko no haha, la madre de Aiko;
- Hikaru Hoshi como Kimura, el gerente;
- Yosuke Irie como Sugiyama, un miembro joven de la compañía;
- Kumeko Urabe como Shige, una miembro femenina de la compañía;
- Masahiko Shimazu como Masao, el nieto de Senshō;
- Tsûsai Sugawara como un comprador en bancarrota.

## Producción
La hierba errante, la única película de Ozu realizada para Daiei, se produjo a instancias del estudio después de que completara Buenos días, que cumplió con la obligación contractual del director de completar una película por año para Shochiku. Ozu primero planeó rehacer Historia de las hierbas flotantes para Shochiku, y el título pretendía ser A Ham Actor (大根役者 daikon yakusha, «actor de rábano»); las estrellas (la mayoría de las cuales estaban vinculadas a Shochiku) incluirían a Eitarō Shindō y Chikage Awashima como protagonistas principales, Masami Taura e Ineko Arima como protagonistas juveniles e Isuzu Yamada como la examante. El rodaje se retrasó en 1958 debido a un invierno inesperadamente suave en la región de Niigata, donde Ozu esperaba filmar un lugar nevado; cuando surgió la oportunidad en Daiei, siguió adelante con su plan de trasladar la filmación a un escenario de verano en la costa de Wakayama. Los actores fueron reemplazados en su mayoría por actores contratados por Daiei, y el título se cambió en deferencia a Nakamura Ganjirō II, la respetada estrella del teatro kabuki que interpretó el papel principal. Cuando Kiyoshi acusa a Komajūrō de improvisar, el actor afirma que es el estilo de actuación que su público paga por ver.
Tras el casting de acrobacias, Ozu aseguró a Kōji Mitsui de Shochiku para su séptimo y último papel para el director, como el personaje que impulsa la trama secundaria sobre las escapadas amorosas de los actores secundarios; como Hideo Mitsui, el actor había interpretado al hijo del protagonista en la versión de 1934.

## Lanzamiento
La hierba errante fue estrenada el 17 de noviembre de 1959. Altura Films International la estrenó en cines en los Estados Unidos el 24 de noviembre de 1970.

## Recepción
La hierba errante es ampliamente aclamada por los críticos de cine. Roger Ebert le dio a la película cuatro estrellas de cuatro, y la incluyó en sus «Diez mejores películas de todos los tiempos» en 1991. Alan Bett de The Skinny le dio a la película cinco estrellas. Tom Dawson de la BBC le dio cuatro estrellas de cinco. Allan Hunter de Daily Express lo calificó con 4/5, mientras que Stuart Henderson de PopMatters le dio un 9/10.  La película tiene una calificación del 96% en Rotten Tomatoes según las reseñas de 23 críticos. El consenso crítico del sitio afirma: «La hierba errante cuenta con la belleza visual y la profunda ternura de las películas más memorables del director Yasujiro Ozu, y es una de las pocas que el maestro filmó en color.»
En 2002, el director de cine estadounidense James Mangold incluyó a La hierba errante como una de las mejores películas de todos los tiempos. Dijo: «Ozu es el director más grande del mundo del que los fanáticos del cine nunca han oído hablar. Un poeta, humanitario, estilista, innovador y un director de actores brillante. Recomendaría la película a cualquier persona con un corazón que sabe que la dirección es más que movimientos de cámara.» En 2009, la película ocupó el puesto 36 en la lista de las mejores películas japonesas de todos los tiempos de la revista cinematográfica japonesa Kinema Junpō. En 2012, el director de cine español José Luis Guerín, así como otros dos directores, catalogaron la película como una de las mejores jamás realizadas.